# Попа, Корнелия
Корнелия Попа (рум. Cornelia Popa; род. 27 августа 1950, Бухарест), в девичестве Попеску (рум. Popescu) — румынская легкоатлетка, специалистка по прыжкам в высоту и многоборьям. Выступала за сборную Румынии по лёгкой атлетике в 1968—1980 годах, обладательница серебряной медали чемпионата Европы, серебряная и бронзовая призёрка чемпионатов Европы в помещении, серебряная призёрка Всемирной Универсиады, многократная чемпионка Балкан и Румынии, участница четырёх летних Олимпийских игр.

## Биография
Корнелия Попеску родилась 27 августа 1950 года в Бухаресте, Румыния. Занималась лёгкой атлетикой в столичном клубе «Рапид».
Первого серьёзного успеха на международном уровне добилась в сезоне 1968 года, когда вошла в состав румынской сборной и выступила на Европейских юниорских легкоатлетических играх в Лейпциге, где выиграла бронзовую медаль в зачёте пятиборья. Благодаря череде успешных выступлений удостоилась права защищать честь страны на летних Олимпийских играх в Мехико — набрала в сумме пятиборья 4435 очков, расположившись в итоговом протоколе соревнований на 22-й строке.
В 1970 году в прыжках в высоту завоевала серебряные награды на чемпионате Европы в помещении в Вене и на Всемирной Универсиаде в Турине. В пятиборье установила свой личный рекорд — 4762.
В 1971 году в прыжках в высоту взяла бронзу на чемпионате Европы в помещении в Софии, получила серебро на чемпионате Европы в Хельсинки.
Принимала участие в Олимпийских играх 1972 года в Мюнхене — в финале взяла высоту в 1,76 метра и заняла 19-е место.
В 1974 году в прыжках в высоту была четвёртой на чемпионате Европы в помещении в Гётеборге.
В 1976 году на международном турнире в Афинах превзошла всех соперниц в зачёте прыжков в высоту, установив свой личный рекорд — 1,93 метра. На Олимпийских играх в Монреале с результатом 1,87 стала в прыжках в высоту восьмой.
В 1977 году среди прочего была третьей на Кубке Европы в Хельсинки.
В 1978 году прыгала в высоту на чемпионате Европы в Праге, в финал не вышла.
В 1979 году одержала победу на Балканских играх в Афинах.
Представляла Румынию на Олимпийских играх 1980 года в Москве, в программе прыжков в высоту с результатом 1,88 вновь стала восьмой.